# Szalowa
Szalowa est une localité polonaise de la gmina de Łużna, située dans le powiat de Gorlice en voïvodie de Petite-Pologne.

## Démographie
En 2021, la population était de 2 112 habitants.